# Myrmoxenus
Myrmoxenus is een geslacht van vliesvleugelige insecten van de familie Mieren (Formicidae).

## Soorten
- M. adlerzi (Douwes, Jessen & Buschinger, 1988)
- M. africana (Bernard, 1948)
- M. algeriana (Cagniant, 1968)
- M. bernardi (Espadaler, 1982)
- M. birgitae (Schulz, 1994)
- M. corsicus (Emery, 1895)
- M. gordiagini Ruzsky, 1902
- M. kraussei (Emery, 1915)
- M. ravouxi (André, 1896)
- M. stumperi (Kutter, 1950)
- M. tamarae (Arnoldi, 1968)
- M. zaleskyi (Sadil, 1953)